# Toppkandidaterna
Toppkandidaterna var en svensk politisk realityserie som sändes i Sveriges Television under 2006. Serien sändes två gånger i veckan i tolv avsnitt.

## Upplägg
I serien tävlade sex unga samhällsengagerade människor genom att driva egna valkampanjer och skapa opinion för hur de vill förändra samhället. Vinnaren, Petter Nilsson, fick 250 000 kronor till att förverkliga sina idéer. Han röstades fram av tittarna i den direktsända finalen. Han valde att ge pengarna till SUF, för att framställa material om Osynliga partiet, The Pirate Bay och Roh-Nin bokförlag.
Programledare var Alexander Norén. Gruppen av utfrågare i finalprogrammet bestod av Lotta Gröning, Zanyar Adami, Hanna Zetterberg Struwe, Dominika Peczynski och Christer Sturmark.

## Deltagare
De sex "Toppkandidaterna" var:
- David Berg, 24, Stockholm.
- Parasto Ghaderi, 20, Göteborg.
- Klara Gratte, 20, Stockholm.
- Petter Nilsson, 23, Luleå.
- Hannes Sjöblad, 29, Lund.
- Teysir Subhi, 18, Göteborg.

Ursprungligen ingick även Michael Johansson, 23, från Härnösand, bland de tävlande. SVT valde dock att utesluta denne ur programmet eftersom man bedömde att han varit för engagerad i SSU. Han ersattes då av David Berg.